# Jidaigeki

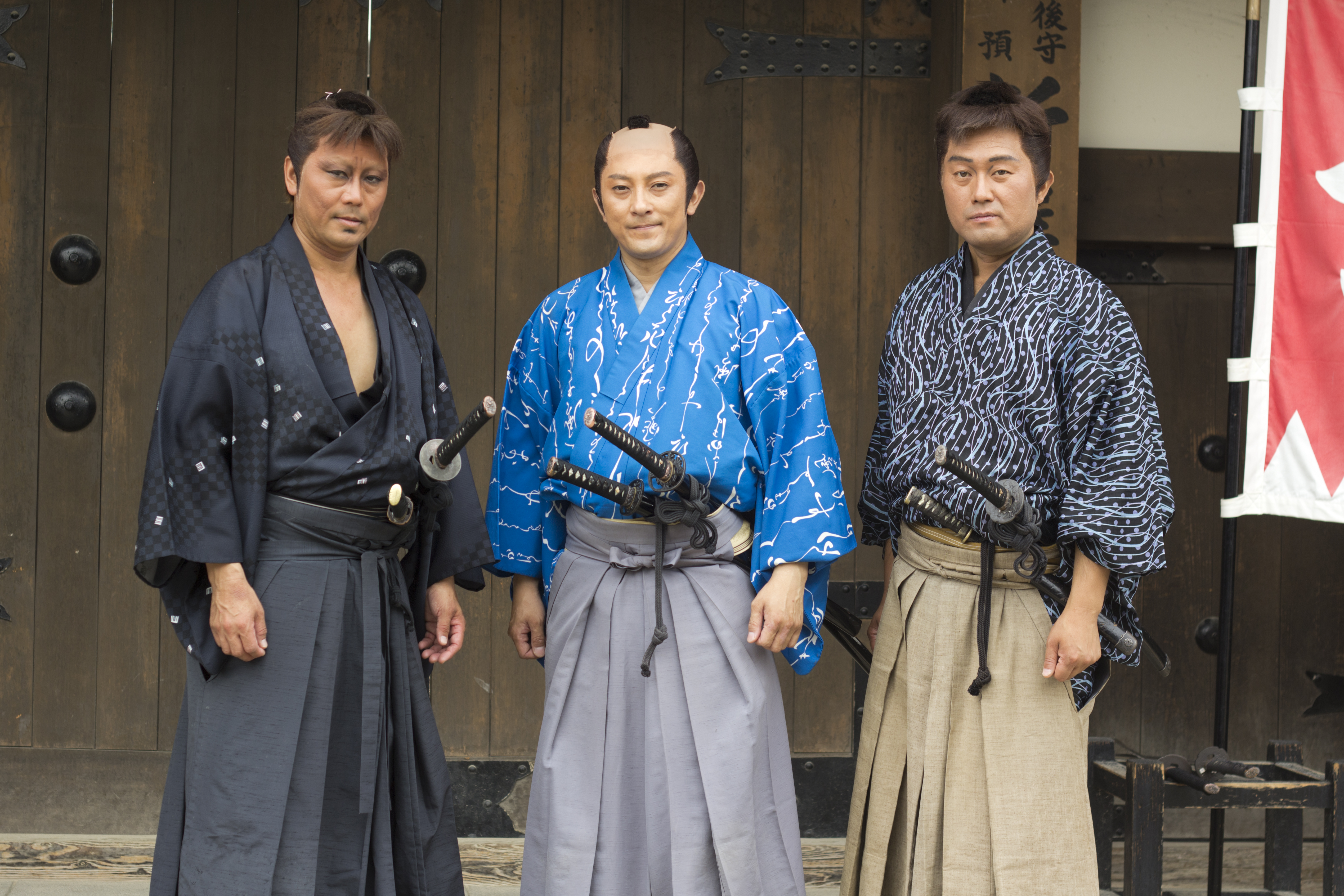
Actori care joacă samurai și ronini la studioul de film Eigamura din Kyoto

Jidaigeki (時代劇) este un gen cinematografic, de televiziune, jocuri video și teatru din Japonia. Cu sensul literal de dramă istorică (sau dramă de epocă), producțiile jidaigeki sunt cel mai adesea stabilite în Perioada Edo din istoria Japoniei, din 1603 până în 1868. Jidaigeki se poate referi la o poveste care are loc într-o perioadă istorică, dar nu prezintă neapărat un personaj samurai sau lupte de sabie, acest sub-gen se numește chanbara.